# John Herety
John Herety (né le 8 mars 1958 à Cheadle en Angleterre) est un ancien coureur cycliste britannique. Il est actuellement manager général de l'équipe JLT Condor.
Il a notamment couru pour la Grande-Bretagne aux Jeux olympiques d'été de 1980 et remporté en 1982 le championnat de Grande-Bretagne de cyclisme sur route. Il est depuis 2006 le directeur sportif de l'équipe Rapha Condor-Sharp.

## Biographie
John Herety est né à Cheadle, près de Manchester, en Angleterre. Il rejoint encore jeune le Cheshire Road Club où il est entraîné par Harold Nelson. Il y fait notamment la connaissance d'autres jeunes cyclistes tels que Paul Sherwen et Graham Jones qui semblent déjà se tourner vers une carrière professionnelle. Poussé par ces ambitions, Herety parvient peu à peu à remporter des épreuves, s'illustrant en particulier comme sprinteur. Il semble peu à peu se tourner lui aussi vers une carrière professionnelle.
Au cours de l'année 1980, il termine troisième des championnats de Grande-Bretagne de cyclisme sur route, remporte la 9e étape de la Course de la Paix et participe aux Jeux olympiques à Moscou, où il se classe 21e lors de la course en ligne. Riche de cette expérience, il rejoint l'Athletic Club de Boulogne-Billancourt avant d'être intégré en 1982 au sein de l'équipe professionnelle Mercier. Il devient notamment la même année champion de Grande-Bretagne. Il fait ensuite partie des équipes Ever Ready puis Percy Bilton avant de mettre un terme à sa carrière de coureur en 1988.
Depuis 2006, il est directeur sportif de l'équipe britannique Rapha Condor-Sharp qui a le statut d'équipe continentale.

## Palmarès

### Palmarès amateur
- 1978
  - 3e de la Perfs Pedal Race
- 1979
  - 2e du championnat de Grande-Bretagne de poursuite par équipes
- 1980
  - 9e étape de la Course de la Paix
  - Manx Trophy
  - 2e du championnat de Grande-Bretagne de poursuite par équipes
  - 3e du championnat de Grande-Bretagne sur route amateurs
- 1981
  - Paris-Rouen
  - Paris-Briare
  - Grand Prix de Peymeinade

### Palmarès professionnel
- 1982
  -  Champion de Grande-Bretagne sur route
  - Prologue du Tour d'Indre-et-Loire
  - 2e du Grand Prix Pino Cerami
  - 3e du Grand Prix d'Aix-en-Provence
- 1983
  - 2e du Tour de Grande-Bretagne
- 1987
  - 10e étape du Tour de Grande-Bretagne
  - 2e du championnat de Grande-Bretagne sur route